# رأی عدم اعتماد
رأی عدم اعتماد یک طرح و رای متناظر دربارهٔ آن در یک مجلس مشورتی (معمولاً یک نهاد قانونگذاری) است که آیا یک مقام (معمولاً یک مجریه) شایسته تشخیص داده می‌شود یا خیر. رای عدم اعتماد یکی از عناصر اساسی قانون اساسی یک نظام پارلمانی است که در آن اختیارات قوه مجریه به حمایت مستمر (یا حداقل عدم مخالفت) اکثریت قوه مقننه بستگی دارد.
رأی اعتماد است که نمایندگان مجلس به دولتی که مایلند بر سر کار بماند در ابتدای تعیین دولت و پس از تقدیم برنامهٔ خود یا پس از استیضاح می‌دهند. به عبارت دیگر رای اعتماد اصطلاحی مربوط به مجلس است که منظور از آن رایی است که در آن نمایندگان مجلس برای صلاحیت دولت یا وزیری را برای آن سمت تأیید کنند و به آن رای مثبت دهند.
رای اعتماد اصطلاحی است پارلمانی، به معنای رایی که اعتماد بر کسی داشتن را تأکید و استوار سازد. رایی که نمایندگان مجلس یا دو مجلس به دولتی که برنامه و اعمال او را تأیید کنند، دهند.

## ایران
بر طبق اصل ۱۳۳ قانون اساسی جمهوری اسلامی ایران، رئیس‌جمهور موظف است وزیران پیشنهادی کابینه‌اش را برای گرفتن رای اعتماد به مجلس شورای اسلامی معرفی کند؛ بنابراین لزوم شروع فعالیت یک وزیر منوط به تأیید از جانب رئیس‌جمهور ایران و مجلس شورای اسلامی است. مطابق بند «ه» ماده ۱۱۷ آئین‌نامه مجلس، وزرا در صورتی از مجلس رای اعتماد کسب می‌کنند که بتوانند رای اکثریت مطلق نمایندگان یعنی نصف به علاوه یک را به دست آورند.